# 제63회 베를린 국제 영화제
제63회 베를린 국제 영화제는 2013년 2월 7일에 열린 시상식이다.

## 수상 및 후보

### 황금곰상
- 차일즈 포즈 - 칼린 페터 네쩌 수상

### 은곰상:심사위원대상
- 언 에피소드 인 더 라이프 오브 언 아이언 피커 - 다니스 타노비치 수상

### 은곰상:심사위원상
- 리메인즈 콰이어트 - 스테판 크리에하우스 수상

### 은곰상:감독상
- 프린스 아발란체 - 데이빗 고든 그린 수상

### 은곰상:여자연기자상
- 글로리아 - 폴리나 가르시아 수상

### 은곰상:남자연기자상
- 언 에피소드 인 더 라이프 오브 언 아이언 피커 - 나지프 무이치 수상

### 은곰상:각본상
- 서클스 - 슬로단 고르보비치 수상

### 은곰상:예술공헌상
- 하모니 레슨스 - 아지즈 잠바키예브 수상

### 황금곰상:단편영화상
- 런어웨이 - 장-베르나르 마린 수상

### 은곰상:알프레드 바우어상
- 빅+플로 쏘우 어 베어 - 드니 코테 수상

### 은곰상:특별언급
- 프라미스드 랜드 - 구스 반 산트 수상
- 라일라 포리 - 피아 마라이스 수상

### 유럽단편영화상
- 미스테리 - 체마 가르시아 이바라 수상
- 글로리아 - 세바스티안 렐리오 수상

### 베를린카메라상
- 이사벨라 로셀리니 수상
- 로자 폰 프라운하임 수상
- 리처드 링클레이터 수상

### GWFF 장편 데뷔상
- 로켓 - 킴 모돈트 수상
- 디 액트 오브 킬링 - 조슈아 오펜하이머 외 1명 수상

### GWFF 장편 데뷔상 - 특별언급
- 더 배틀 오브 타바토 - 호아오 비안나 수상

### 수정곰상(제너레이션 14플러스)
- 베이비 블루스 - 카타르지나 로수아니에츠 수상

### 수정곰상(제너레이션 14플러스) 작품상
- 더 브로큰 서클 브레이크다운 - 펠릭스 반 그뢰닝엔 수상
- 디 액트 오브 킬링 - 조슈아 오펜하이머 외 1명 수상

### 수정곰상(제너레이션 14플러스) 작품상 특별언급
- 베이비 블루스 - 카타르지나 로수아니에츠 수상

### 수정곰상(제너레이션 14플러스) 단편영화
- 래빗랜드 - 니콜라 마이다크 주니어 수상

### 대상(제너레이션 14플러스) 국제심사위원
- 쇼핑 - 마크 엘비스턴 외 1명 수상

### 특별상(제너레이션 14플러스) 국제심사위원
- 퍼스트 타임 - 앤더스 헤제리우스 수상

### 특별상(제너레이션 14플러스) 국제심사위원 - 특별언급
- 베어풋 - 다니스 고렛 수상

### 수정곰상(제너레이션 K플러스) 작품상
- 언 에피소드 인 더 라이프 오브 언 아이언 피커 - 다니스 타노비치 수상
- 인샬라 - 아나이스 바르보 라발레트 수상
- 루츠 - 이케야 카오루 수상

### 대상(제너레이션 K플러스) 국제심사위원
- 로켓 - 킴 모돈트 수상

### 특별상(제너레이션 K플러스) 국제심사위원
- 앰버 아뮬렛 - 매튜 무어 수상

### 특별상(제너레이션 K플러스) 국제심사위원 - 특별언급
- 헤지호그스 앤드 더 시티 - 에발드 라시드 수상

### 테디상:심사위원상
- 인 더 네임 오브 - 마우고시카 슈모프스카 수상

### 테디상:테디특별상
- 언드레스 미 - 빅토르 린드그렌 수상

### FIPRESCI상
- Bambi - 세바스찬 리프쉬츠 수상

### FIPRESCI상:파노라마
- 컨커션 - 스테이시 패슨 수상

### FIPRESCI상:추천
- 차일즈 포즈 - 칼린 페터 네쩌 수상

### FIPRESCI상:특별추천
- 헬리오 오이치시카 - 세자르 오이치시카 필로 수상

### 에큐메니칼 심사위원상
- 인샬라 - 아나이스 바르보 라발레트 수상

### OCIC프로모션상
- 마더, 아이 러브 유 - 야니스 노드스 수상

### OCIC프로모션상:명예언급
- 새틀라이트 보이 - 카트리오나 맥켄지 수상

### C.I.C.A.E.상
- 청이 - 김정인 수상

### C.I.C.A.E.상:포럼
- 헤지호그스 앤드 더 시티 - 에발드 라시드 수상

### C.I.C.A.E.상:특별언급
- 인 블룸 - 나나 에크브티미슈빌리 수상

### C.I.D.A.L.C.상
- 록 바-카스바 - 야리브 호로위츠 수상

### UIP베를린상
- 웬 아이 쏘우 유 - 안네마리 자시르 수상

### 칼리가리상
- 더 브로큰 서클 브레이크다운 - 펠릭스 반 그뢰닝엔 수상

### 균형있는대화상
- 헬리오 오이치시카 - 세자르 오이치시카 필로 수상

### 볼프강 스타우트상
- 로켓 - 킴 모돈트 수상

### 페미나상
- 글로리아 - 세바스티안 렐리오 수상

### 암네스티국제영화상
- 어 월드 낫 아워스 - 마디 플레이펠 수상

### 경쟁부문
- 명왕성 - 신수원 수상
- 더 데이트 - 제니 토이보네미 수상
- 클로즈드 커튼 - 자파르 파나히 수상
- 새틀라이트 보이 - 카트리오나 맥켄지 수상
- 파더스 가든 - 더 러브 오브 마이 페어런츠 - 피터 리슈티 수상
- 인 더 네임 오브 - 마우고시카 슈모프스카 수상
- 인샬라 - 아나이스 바르보 라발레트
- 프란시스 하 - 노아 바움백
- 디 액트 오브 킬링 - 조슈아 오펜하이머 외 1명
- 백야 - 이송희일
- 수영장 - 카를로스 킨텔라
- 씽 미 더 송즈 뎃 세이 아이 러브 유: 어 콘서트 포 케이트 맥개리글 - 리암 런슨
- 가시꽃 - 이돈구
- 어 월드 낫 아워스 - 마디 플레이펠
- 하비, 더 포리너 - 마리아 플로렌시아 알바레즈
- 스테이트 194 - 댄 세턴
- 소 머취 워터 - 아냐 게바라
- 뒷담화 : 감독이 미쳤어요 - 이재용
- 어 폴드 인 마이 블랭켓 - 자자 루사드제
- 빌레이티드 - 바르바라 사라솔라-데이
- 돈 존스 어딕션 - 조셉 고든 레빗
- 러브레이스 - 롭 엡스타인
- 마이 시스터즈 - 라스 크라우메
- 록 바-카스바 - 야리브 호로위츠
- 더 브로큰 서클 브레이크다운 - 펠릭스 반 그뢰닝엔
- 네이키드 오페라 - 안젤라 크리스틸리엡
- 스태브 - 클레멘트 데카우딘
- 더 웨이팅 - 마리오 리지
- 어바웃 느두구 - 다비드 무뇨스
- 아슈라 - 코켄 에르귄
- 더 리버스 오브 바빌론 - 주 얀
- 인 프레이즈 오브 더 데이 - 오렌 아다프
- 비트윈 레귤래러티 앤 이레귤래러티 - 마사히로 츠타니
- 에코 - 메를린 플뤼겔
- 리메인즈 콰이어트 - 스테판 크리에하우스
- 프로스트 - 울루 번
- 하이퍼센터 - 제니아 레스니에브스키
- 웬 아이 워즈 어 보이, 아이 워즈 어 걸 - Ivana Todorovic
- 스텝 바이 스텝 - 오사마 모하메드
- 카와쿠 아난스 - 아코수아 아도마 오우수
- 런어웨이 - 장-베르나르 마린
- 연애놀이 - 정유미
- 미스터리 - 체마 가르시아 이바라
- 프리마트 시네마: 에이프스 에 - 레이첼 마예리
- 생크티티 - 아드
- 언드레스 미 - 빅토르 린드그렌
- 더 배틀 오브 타바토 - 호아오 비안나
- 더 사일런트 패신저 - 나카모토 히로후미
- 드림 걸 - 올리버 시와즈
- 어 시티 위딘 어 시티 - 싸이릭스
- 언타이틀드 - 리온틴 아비드슨
- 우즈시오 - 카와모토 나오토
- 웨일드 위민 - 에와 에인혼 외 1명
- 2011 12 30 - 리온틴 아비드슨
- 카미유 클로델, 1915 - 브루노 뒤몽
- 온 마이 웨이 - 엠마누엘 베르코
- 언 에피소드 인 더 라이프 오브 언 아이언 피커 - 다니스 타노비치
- 골드 - 토머스 아슬란
- 더 넌 - 기욤 니클루
- 라일라 포리 - 피아 마라이스
- 네세서리 데스 오브 찰리 컨트 - 프레드릭 본드
- 클로즈드 커튼 - 자파르 파나히
- 사이드 이펙트 - 스티븐 소더버그
- 진 - 레하 에르뎀
- 레드 프린세시스 - 라우라 아스토르가
- 탕 웡 - 콩데이 자투란라스미
- 디 엔드 오브 더 월드 - 페드로 피뇨
- 베이비 블루스 - 카타르지나 로수아니에츠
- 캡처링 대드 - 나카노 료타
- 하이드 유어 스마일링 페이스 - 다니엘 패트릭 카본
- 명왕성 - 신수원
- 쇼핑 - 루이스 서더랜드 외 1명
- 더 콜드 랜즈 - 톰 길로이
- 터치 오브 라이트 - 장영치
- 터프 본드 - 오스틴 펙 외 1명
- 애니아 - 알프레도 소데르기트
- 환호불가 - 양진
- 에스킬 & 트리니다드 - 스테판 아펠그렌
- 더 이터널 나이트 오브 트웰브 문스 - 프리실라 파디야
- 이팅 런치 - 산나 렌켄
- 베어풋 - 다니스 고렛
- 의자 - 그레인거 데이빗
- 데스티마카오 - 리카르도 드 포데스타
- 디나 앤 노엘 - 나탈리 멜라메드 외1 명
- 애니멀스 아이 킬드 라스트 서머 - 구스타프 다니엘손
- 플라이트 오브 더 퐁파두르 - 카렌 칸드하리
- 더 폭스 후 팔로우드 더 사운드 - 파테메 구다지
- 퍼스트 타임 - 앤더스 헤제리우스
- 나스호른 임 갈로프 - 에릭 슈미트
- 닌자 & 솔져 - 히라바야시 이사무
- 더 패키지 - 라파엘 아이다르
- 래빗랜드 - 니콜라 마이다크 주니어
- 트레핏 - 제니 토이보네미
- 야드버드 - 마이클 스피샤
- 더 이여닝 룸 - 민카 제이커슨
- 유 라이크 잇, 아이 러브 잇 - 제임스 본
- 마루시아 - 에바 페볼로비치
- 스텝핑 온 더 플라잉 글래스 - 유진 팬지
- 업사이드 다운 - 베른트 샬링
- 마더, 아이 러브 유 - 야니스 노드스
- 노노, 더 지그재그 키드 - 빈센트 발
- 웨스트랜드 - 소 댓 노 원 비컴스 어웨어 오브 잇 - 앤 코듀라
- 새틀라이트 보이 - 카트리오나 맥켄지
- 로켓 - 킴 모돈트
- 쓰리 키즈 - 조나스 디 아데스키
- 앰버 아뮬렛 - 매튜 무어
- 블랙 혼 나이트 헤론 - 미리암 디취필드
- 파란 우산 - 사스치카 운셀드
- 차하야 - 진 리
- 청이 - 김정인
- 헤지호그스 앤드 더 시티 - 에발드 라시드
- 해피 버스데이 - 무핸드 해를
- 아임 고잉 투 맘스 - 로렌 잭슨
- 트럭과 미트볼 - 요한 하겔백
- 더 몰 앳 더 씨 - 안나 카디코바
- 마틸드 - 비토 팰미에리
- 니노 아르볼 - 월도 안드레스 살가도
- 로사, 안나스 릴 시스 - 자넷 반 덴 브랜드
- 골든 망고 - 고빈다 라주
- 썸머 슈트 - 레베카 페니스톤-버드
- 마이 파더스 트럭 - 마우리시오 오사키
- 윈터 해즈 컴 - 바실리 실리치코프
- 이츠 올 소 콰이어트 - 나누크 레오폴드
- 번 잇 업 드자사 - 로느솜 솔로
- 컨커션 - 스테이시 패슨
- 라이프롱 - 아슬리 오즈게
- 인테리어. 레더 바. - 트래비스 매튜스 외 1명
- 카이 포 체! - 아비쉑 카푸르
- 루즈 유어 헤드 - 스테판 웨스터웰레 외 1명
- 말라다이스 - 카터
- 메 성스 드 루떼 - 자크 드와이옹
- 리칭 포 더 문 - 브루노 바레토
- 콜드 - 우구르 유셀
- 업스트림 컬러 - 쉐인 카루스
- 윌 유 스틸 러브 미 토모로우? - 진준림
- 워커스 - 호세 루이스 바예
- 유스(영어판) - 톰 쇼발
- 주리 - 김동호
- 투 걸스 어게인스트 더 레인 - 사오 소픽
- 더 727 데이즈 위드아웃 카라모 - 안자 살로모노비츠
- 어 싱클 샷 - 데이비드 M.로젠탈
- 커핑 포스 바이 데이 - 할라 로트피
- 컴퓨터 체스 - 앤드류 부자스키
- 에홀로트 - 아산나시오스 카란니콜라스
- 엘레바니 - 느차베니 와 루루리
- 바운더리 - 논따왓 눔벤차뽈
- 핀보스 - 해리 파트라마니스
- 인 블룸 - 나나 에크브티미슈빌리
- 에브리데이 오브젝트 - 니콜라스 폰 바커바스
- 헬리오 오이치시카 - 세자르 오이치시카 필로
- 더 이터널 리턴 오브 안토니스 파라스케바스 - 엘리나 프시코
- 더 도터 - 타노스 안나스토폴로스
- 아이 유즈드 투 비 다커 - 매튜 포터필드
- 아임 낫 데드 - 메디 벤 아티아
- 서클스 - 슬로단 고르보비치
- 고래마을 - 츠루오카 케이코
- 웬 아이 쏘우 유 - 안네마리 자시르
- 킬링 스트레인저스 - 야콥 세세르 쉴싱에르
- 다크 매터 - 마시모 다놀피
- 더 스트레인지 리틀 캣 - 라몬 취르허
- 더 미티어 - 프랑수아 들릴
- 포겟팅 투 노우 유 - 권령
- 차르... 국경위의 섬 - 수라브 사랑기
- 어 스트레인저 - 보보 젤식
- 라 파즈 - 산티아고 로사
- 더 플레이그 - 네우스 발루스
- 파월리스 - 파하드 무스타파 외 1명
- 만개한 벚꽃나무 아래에서 - 후나하시 아츠시
- 루츠 - 이케야 카오루
- 셜리: 비전스 오브 리얼리티 - 구스타프 도이치
- 시에니아브카 - 마르신 말라슈차크
- 스템플 패스 - 제임스 베닝
- 투 더 울프 - 아란 휴즈 외 1명
- 무인지대 - 살로메 라마스
- 17세의 꿈 - 수자오렌
- 파더스 가든 - 더 러브 오브 마이 페어런츠 - 피터 리슈티
- 비올라 - 마티아스 피녜이로
- 더 웨이트 오브 엘리펀트 - 다니엘 보르그만
- 포 마르크스... - 스베틀라나 바스코바
- 비포 미드나잇 - 리처드 링클레이터
- 다크 블러드 - 조지 슬루이저
- 어 롱 앤드 해피 라이프 - 보리스 흘레브니코프
- 나이트 트레인 투 리스본 - 빌 어거스트
- 프린스 아발란체 - 데이빗 고든 그린
- 하모니 레슨스 - 에미르 바이가진
- 빅+플로 쏘우 어 베어 - 드니 코테
- 인 더 네임 오브 - 마우고시카 슈모프스카
- 글로리아 - 세바스티안 렐리오
- 누구의 딸도 아닌 해원 - 홍상수
- 파라다이스: 페이스 - 울리히 사히들
- 차일즈 포즈 - 칼린 페터 네쩌
- 프라미스드 랜드 - 구스 반 산트
- 크루즈 - 커크 드 미코
- 치랄리아 - 산티아고 길
- 데드 - 스벤 할파르
- 댄싱 위드 벨리스 - 카롤린 젠레이스
- 아이 윌 낫 루즈 - 산드라 카우델카
- 엔드 오브 타임 - 세바스찬 프릿취
- 프리 폴 - 스테판 라캔트
- 칼리포니아 - 로라 말베르크
- 메타모포즌 - 세바스찬 메즈
- 실비 - 니코 좀머
- 더 레버넌트 - 안드레아스 볼름
- 두 엄마 - 앤 조라 베라치드
- 더 베스트 오퍼 - 쥬세페 토르나토레
- 더 룩 오브 러브 - 마이클 윈터바텀
- 레미제라블 - 톰 후퍼
- 동경가족 - 야마다 요지
- 어시스턴스 모르텔레 - 라울 펙
- 골드 - 유 캔 두 모어 댄 유 씽크 - 마이클 해몬
- 마이 웨이 투 올림피아 - 니코 본 글라소
- 탑 오브 더 레이크 - 제인 캠피온 외 1명
- 더 스피릿 오브 '45 - 켄 로치
- 리뎀프션 임파서블 - 클라우스 스트리젤 외 1명
- 어 베이커 온 더 브레드 라인 - 한스-게오르그 울리치 외 1명
- 라이프 오브 레저 - 한스-게오르그 울리치 외 1명
- 굴뚝 청소부 - 한스-게오르그 울리치 외 1명
- 해피 패밀리 - 한스-게오르그 울리치 외 1명
- 롤랜드 클릭: 더 하트 이즈 어 헝그리 헌터 - 산드라 프레크텔
- 미스테리 - 체마 가르시아 이바라